# Famille d'Estaing
Pour les articles homonymes, voir famille Giscard d'Estaing et Estaing.
« d'Estaing » redirige ici. Pour l’article homophone, voir Destin.
La famille d'Estaing est une famille éteinte de la noblesse française, originaire d'Estaing dans l'Aveyron. Elle compte parmi ses membres des prélats et des officiers de haut rang. Elle s'est éteinte en ligne masculine et légitime en 1794, avec l'exécution de l'amiral Charles Henri d'Estaing.

## Histoire

### Origines
La seigneurie d'Estaing est mentionnée pour la première fois en 1028, mais le château d'Estaing date du XVe siècle.
En 1062, Pierre, seigneur d'Estaing, fit hommage au comte de Toulouse pour sa terre d'Estaing. Guillaume d'Estaing, croisé, s'illustra pendant le siège de Jaffa en 1192, aux côtés de Richard Cœur de Lion, roi d'Angleterre.

### La légende de Dieudonné d'Estaing
C'est le mythe de Dieudonné d'Estaing qui fit la gloire de la famille : en 1214, à la bataille de Bouvines, ce chevalier aurait sauvé la vie au roi Philippe Auguste en lui donnant son cheval ; en témoignage de sa reconnaissance, le roi lui aurait accordé le droit d'« adopter les armes de France au chef d'or pour brisure ». En 1223, le même Dieudonné d'Estaing aurait rendu hommage à Raymond, comte de Toulouse, pour sa terre d'Altun.
Toutefois la recherche historique a révélé le caractère légendaire de la tradition familiale faisant de ce personnage un héros de Bouvines, et la fausseté des actes découverts en 1750 au château d'Estaing, destinés notamment à l'étayer.

### Les parchemins du château d'Estaing
En 1750, lors de la levée des scellés apposés au château d'Estaing à la suite du décès de Charles-François d'Estaing et en présence du comte d'Estaing, futur amiral de France, il fut trouvé dans les archives un petit paquet bien ficelé et une clef portant gravée sa destination. On mit au jour un coffre métallique contenant un autre coffre plein de documents, parmi lesquels : un contrat de mariage de 1192 liant Raymond VI et Sybille, fille du roi de Chypre et de Jérusalem ; une copie du registre de baptême de Dieudonné datant d'octobre 1193 ; un parchemin d'un cartel de défi de Dieudonné (de 1224), adressé à son frère cadet Raymond ; un document, daté du lendemain de la bataille de Bouvines, par lequel Philippe Auguste reconnaissait devoir la vie à Déodat d'Estaing, un proche parent par la reine Constance ; le tout accompagné de trois plaques de bronze réunies par des anneaux d'argent et comportant l'arbre généalogique de Déodat depuis Roderic, dernier roi des Wisigoths (mort en 713), jusqu'à l'année 1222.
Si les historiens et généalogistes de l'époque ne trouvèrent trop rien à redire sur ces documents – l'amiral d'Estaing fut, ainsi, admis aux honneurs de la cour sur la base d'une noblesse ancestrale remontant à Déodat d'Estaing, dit Tristan, « duc représentatif du duché de Narbonne et prince de Rouergue » –, ce ne fut pas le cas de Du Mège, qui les soupçonna de faux : « il y a toujours dans les travaux des faussaires qui veulent tromper les historiens à l'aide de documents historiques, des négligences, des anachronismes qui font ressortir leur maladresse. », écrivit-il. Et ces documents ne manquaient pas de négligences et d'anachronismes. Il suffisait, pour s'en convaincre, de se pencher sur la date supposée du baptême (en octobre 1193) de Dieudonné-Tristan d'Estaing. En effet, Raymond, son soi-disant père, ne répudia Béatrice de Béziers, sœur du vicomte Roger II Trencavel, qu'en 1193, et l’année était déjà bien entamée quand il épousa sa troisième femme, Bourgogne de Lusignan, fille d'Amaury de Lusignan, futur roi de Chypre. Avec la meilleure volonté du monde, cette date de baptême était impossible. De même, Dieudonné n'avait pu faire valoir ses droits sur la terre d'Altun en adressant un cartel de défi en 1224 à son prétendu frère cadet, Raymond VII, usurpateur du comté de Toulouse, s'il avait rendu hommage à ce suzerain en 1223 pour ladite seigneurie. Comme le souligna de Barrau, « le faussaire qui composa les actes trouvés au château d'Estaing ne fut pas assurément bien adroit et il connaissait bien peu l'histoire de l'époque où il voulait faire jouer un si grand rôle à Déodat d'Estaing. »
Les actes apparus au XVIIIe siècle et présentés comme d'authentiques pièces du XIIIe siècle étaient donc des faux. La tradition familiale des d'Estaing autour de l'ancêtre et supposé héros de Bouvines, tout comme le pseudo-titre de Philippe Auguste, s'appuyaient en réalité sur un passage de la Chronique de Guillaume Le Breton, où il est fait référence à un certain Pierre Tristan, mais sans qu'à aucun moment le nom d'Estaing (latinisé ou non) n'apparaisse. Paul Durrieu puis Henri Stein démontrèrent ce que ce dernier qualifia de supercherie évidente, arguant qu'aucun lien ne pouvait être établi entre Déodat d'Estaing, dit Tristan, et ce Pierre Tristan, véritable héros de cet épisode de la bataille. Selon Durrieu, « le faussaire, adoptant dans le texte de Guillaume Le Breton la forme ablative et erronée Petro Tristanno, prétendit y faire une correction nécessaire et lire Petro de Stagno. Le malheur est que les manuscrits portent bien Petrus Tristanides », bien loin d'un hypothétique Petro de Stagno, ou Déodat/Dieudonné d'Estaing, dit Tristan, remettant en cause les études généalogiques antérieures à 1919 – y compris celle d'Hippolyte de Barrau, qui mit en lumière la fausseté des manuscrits du château d'Estaing, mais reprit dans ses travaux la légende héroïque.

## Personnalités
- Pierre d'Estaing (1320 - 1377), cardinal, qui a fait partie de la Cour pontificale d’Avignon et a été légat du pape Grégoire XI.
- Dieudonné d'Estaing, neveu du cardinal, doyen de Laon puis évêque du Tricastin (1388-1411).
- Pierre d'Estaing (-1469), archidiacre de Conques, dom d'Aubrac (1437 - 1469)[11].
- Jean-Pierre d'Estaing (-1495), chamarier de Lyon de 1480 à 1494, gouverneur du comté de Rodez et des Montagnes de Rouergue, dom d'Aubrac (1469 - 1495)[11].
- François d'Estaing, neveu de Jean-Pierre d'Estaing, abbé du Monastier de 1492 à 1504, recteur du Comtat Venaissin de 1505 à 1509, évêque de Rodez de 1504 à 1529.
- Antoine d'Estaing (1455 - 28 février 1523), neveu de Jean-Pierre d'Estaing, membre du grand conseil de Louis XII (1495), évêque d'Angoulême (1506-1523), doyen du chapitre de Lyon (1514).
- Joachim d'Estaing (+ 1650), évêque de Clermont (1615-1650).
- Louis d'Estaing, frère de Joachim d'Estaing, aumônier de la Reine, évêque de Clermont (1651-1664).
- Joachim-Joseph d'Estaing (1654-1742), évêque de Saint-Flour (1694-1742).
- Charles Henri d'Estaing (Ravel 1729 - Paris 1794), comte d'Estaing, commandant la garde nationale de Versailles, amiral en 1792, guillotiné en 1794, dernier représentant mâle et légitime de sa famille.
- Lucie Madeleine d'Estaing (10 mai 1743 - 7 avril 1826), demi-sœur bâtarde de l'amiral, maîtresse de Louis XV.

La famille d'Estaing compte dix chanoines-comtes, au sein du Chapitre de Saint-Jean de Lyon.

## Possessions
- Château d'Estaing.
- Château de Murol.
- Château de Ravel.
- Château de Réquistat.
- Château du Sailhant.
- Château de Val.